# Halim El-Dabh
Halim El-Dabh (en arabe : حَلِيم عَبْد ٱلْمَسِيح ٱلضَّبْع, Ḥalīm ʿabd al-Masīḥ al-Ḍḍabʿ), né au Caire en Égypte le 4 mars 1921 et mort le 2 septembre 2017 à Kent dans l'Ohio aux États-Unis, est un compositeur, interprète, ethnomusicologue et éducateur américain d'origine égyptienne.
Figure singulière de la musique contemporaine, il a contribué de façon notable à l'appropriation par celle-ci de structures et d'éléments venus de la musique orientale. Par certains aspects son œuvre peut également être considérée comme précurseur de la musique concrète et des passerelles qui s'établiront entre musique classique traditionnelle et musique électronique.

## Biographie

### Jeunesse en Égypte
Halim El-Dabh grandit au Caire en Égypte. Il est membre d'une grande famille appartenant à l'Église copte orthodoxe, qui avait auparavant émigré de la province d'Assiout. Le nom de la famille, signifiant  « la hyène », est courant en Égypte. En 1932, la famille déménage au faubourg d'Héliopolis du Caire. Suivant les pas de son père agriculteur, il est diplômé en ingénierie agricole à l'université du Caire (alors université Fouad-Ier) en 1945.
C'est au cours de ses études qu'il commence à étudier, jouer et composer de la musique de façon informelle. Bien que sa principale source de revenus soit son métier d'ingénieur agricole, il obtient une forte reconnaissance en Égypte au début des années 1940 pour ses compositions et sa technique du piano innovantes. El-Dabh étant âgé d'une vingtaine d'années seulement, le prince Hassan Tussun entend à la radio sa composition It Is Dark and Damp on the Front et le fait venir à sa cour pour lui manifester sa reconnaissance. Il commence à songer à faire de la musique son métier.
En 1944 il fait une découverte fondamentale dans les studios d'une radio du Caire : un enregistreur à rubans d'acier, qu'il a l'idée d'utiliser comme un outil de composition, influençant définitivement sa conception de la musique et lui ouvrant une infinité de perspectives. Il est ainsi un des précurseurs des travaux de manipulation sonore explorés parallèlement, dès le début des années 1940, par Pierre Schaeffer dans les studios de la RTF qui posera alors les bases théoriques et artistiques de ce qu'il nommera en 1948 la musique concrète.
En 1947 il se rend à l'ambassade des États-Unis au Caire, pour y rencontrer plusieurs compositeurs américains. À cette occasion il découvre plusieurs enregistrements de musique traditionnelle amérindienne, qui auront également une influence importante sur ses travaux ultérieurs.
En 1949, après avoir gagné un concours de composition auquel des amis l'ont inscrit, il reçoit une bourse et accepte l'invitation d'un officier de l'ambassade américaine à venir étudier aux États-Unis l'année suivante.

### Aux États-Unis
Arrivé aux États-Unis en 1950 dans le cadre du programme d'échange Fulbright, Halim El-Dabh étudie la composition avec John Donald Robb et Ernst Krenek à l'université du Nouveau-Mexique, avec Francis Judd Cooke au Conservatoire de musique de la Nouvelle-Angleterre, avec Aaron Copland et Luigi Dallapiccola à Tanglewood, et enfin avec Irving Fine à l'université Brandeis, qui devient dès lors l'un de ses admirateurs,. Il fait également la connaissance de John Cage, avec qui il collaborera à de multiples reprises dans le futur.
Il s'intègre rapidement à la scène musicale new-yorkaise des années 1950, aux côtés d'autres compositeurs remarquables comme Henry Cowell, John Cage, Edgard Varèse, Alan Hovhaness et Peggy Glanville-Hicks. À la suite d'une invitation de Aaron Copland, il enseigne lui aussi dans le Massachusetts.
Il obtient la citoyenneté américaine en 1961. En 1969 il intègre la faculté de la Glauser School of Music à Kent. L'année suivante des émeutes ont lieu sur le campus et se soldent par la mort de 4 étudiants ; ce drame lui inspirera un opéra, Opera Flies.
Par la suite, El-Dabh exerce comme professeur de musique associé à l'université d'Addis Abeba (alors Université Haile Selassie I) à Addis-Abeba, en Éthiopie, professeur d'études africaines à l'université Howard (1966-1969) et professeur de musique et d'études panafricaines à l'université d'État de Kent (1969-1991) ; il continue à donner à temps partiel des cours sur les études africaines. Parmi les honneurs et récompenses qu'il a reçus on peut citer deux récompenses du programme Fulbright (1950 et 1967), trois séjours à la MacDowell Colony (1954, 1956 et 1957), deux bourses d'études Guggenheim (1959-1960 et 1961-1962), deux bourses de la Fondation Rockefeller (1961 et 2001), une récompense Meet-the-Composer grant (1999), une récompense du Conseil des Arts de l'Ohio (2000) et deux titres de docteur honoris causa (université de Kent State en 2001 et Conservatoire de la Nouvelle-Angleterre en 2007).

## Œuvre et influence
Les premiers instruments de Halim El-Dabh sont le piano et la darbouka ; nombre de ses travaux sont écrits pour ces deux instruments. En 1958, il joue la partie solo difficile pour la première de Fantasia-Tahmeel de New York City premiere, pour darbouka et orchestre à cordes (probablement la première œuvre orchestrale à inclure cet instrument), avec un orchestre sous la direction de Leopold Stokowski. En 1959, il écrit plusieurs compositions pour un ensemble d'instruments de percussion indiennes pour le New York Percussion Trio.
Dans l'œuvre de El-Dabh on peut également citer quatre compositions de ballets pour Martha Graham, notamment son chef-d'œuvre Clytemnestra (1958), ainsi que One More Gaudy Night (1961), A Look at Lightning (1962), et Lucifer (1975). Nombre de ses compositions s'inspirent de thèmes ou de textes de l'Égypte antique, tout particulièrement sa composition orchestrale/chorale pour le spectacle son et lumière sur le site des pyramides à Gizeh, qui y est représenté chaque après-midi depuis 1961.
Également pionnier de la musique électronique, El-Dabh a tout d'abord mené des expérimentations de manipulations sonores avec des enregistreurs à ruban d'acier au Caire en 1944. En 1955, il est invité par Otto Luening et Vladimir Ussachevsky pour travailler au Columbia Princeton Electronic Music Center de l'université de Princeton, ce qu'il fit de manière sporadique jusqu'en 1961, produisant plusieurs enregistrements magnétiques de ses travaux, dont au moins deux avec Luening. Au cours de ces recherches il composera onze opéras, quatre symphonies ainsi que d'autres pièces pour des ballets, des orchestres et de la musique de chambre. Son drame électronique Leiyla and the Poet (commercialisé en 1964 sur le LP Columbia-Princeton Electronic Music Center) est considéré comme un classique du genre.
Comme Béla Bartók avant lui, El-Dabh a également dirigé de nombreux voyages de recherches dans différents pays, enregistrant et recueillant des informations sur les musiques traditionnelles et utilisant ces résultats pour enrichir ses compositions et son enseignement. De 1959 à 1964, les plus significatifs de ces voyages sont des recherches à travers toute l'Égypte et l'Éthiopie, son champ de travail s'étendant ensuite aux Mali, Sénégal, Niger, Guinée, Zaïre et Brésil notamment.
De nombreuses partitions de El-Dabh sont publiés par la corporation C. F. Peters et sa musique a été publiée par les maisons de disques Folkways Records et Columbia. La première biographie du compositeur, The Musical World of Halim El-Dabh de Denise A. Seachrist, a été publiée par les presses universitaires de Kent State en 2003.
Il a été fréquemment interprète musical et présentateur au WinterStar Symposium et au Starwood Festival, où il joue avec son ami de longue date et maître de la percussion Babatunde Olatunji en 1997, et enregistre en 2002 son concert de musique sacrée traditionnelle africaine. Il participe en 2003 à l'hommage à Olatunji (SpiritDrum Festival) avec Muruga Booker, Badal Roy, Sikiru Adepoju, Jeff Rosenbaum et Jim Donovan de Rusted Root. En 2005, il joue et tient des stands à Unyazi 2005 à Johannesburg, de fait le premier congrès et festival de musique électronique à se dérouler sur le sol africain.
El-Dabh est probablement le compositeur issu du monde arabe le plus connu et ses œuvres reçoivent une très haute estime en Égypte. Il reçut une invitation dans son pays d'origine à l'occasion d'un festival de musique célébré à la nouvelle Bibliotheca Alexandrina d'Alexandrie ; la plupart des compositions qui y furent présentés étaient jusqu'alors inconnues du public égyptien.

## Discographie

### Audio
- 1957 - Sounds of New Music. New York, Folkways Records.
- 1964 - Columbia-Princeton Electronic Music Center. New York, Columbia Masterworks.
- 1989 - The Self in Transformation: A Panel Discussion.  Cassette audio : avec Donald Michael Kraig, Jeff Rosenbaum, Joseph Rothenberg et Robert Anton Wilson, ACE.
- 2000 -  Crossing Into the Electric Magnetic, Without Fear Recordings (compilation réunissant ses premiers travaux de manipulation sonore)[11]
- 2000 - Gilbertson, Nancy.  Mediterranean Magic. Moravia, New York : Nancy Cody Gilbertson. Inclus Mekta' in the Art of Kita', Livre 3.
- 2000 - Olatunji Live at Starwood - Babatunde Olatunji & Drums of Passion (guest Halim El-Dabh). CD enregistré au 17e Starwood Festival en juillet 1997, ACE.
- 2001 - El-Dabh, Halim.  Crossing Into the Electric Magnetic (1944-2000).  Lakewood, Ohio : Without Fear.
- 2002 - Halim El-Dabh Live at Starwood - Halim El-Dabh (avec Seeds of Time) CD enregistré au 22e Starwood Festival en juillet 2002, ACE.
- 2002 - El-Dabh, Halim Blue Sky Transmission: A Tibetan Book of the Dead (enregistrement original cast) Cleveland Public Theatre, Halim El-Dabh et Raymond Bobgan
- 2006 - Joel Fan, World Keys. San Francisco (Californie) : Reference Recordings. Inclus « Sayera » de Mekta' dans the Art of Kita', Livre 3.

### Vidéos
- 2000 - Olatunji Live at Starwood - Babatunde Olatunji & Drums of Passion (guest Halim El-Dabh). DVD  filmé au 17e Starwood Festival en juillet 1997, ACE
- 2002 - Halim El-Dabh Live at Starwood - Halim El-Dabh (avec Seeds of Time) DVD filmé au 22e Starwood Festival en juillet 2002, ACE.

### Audio
- (en) Halim El-Dabh interview,WNYC, Soundcheck program, 2003
- (en) Premiere performance of The Dog Done Gone Deaf (2007), CBC Radio Two